# Ляв тероризъм
Лявоекстремисткият тероризъм е вид тероризъм, който се характеризира със стремежа да се разруши капитализма като система.
Левият тероризъм се подразделя на: марксистко-ленински, маоистки, интернационален, анархистки и др. Най-опасният е тероризма на маоистка идеологическа основа. Целта е създаването на държава, сходна с тази на "Червените кхмери" в Камбоджа през 70-те години. Характерните черти на лявоекстеримисткия тероризъм са: елитното членство - почти изцяло от слоевете на интелегенцията - студенти, преподаватели; здрави, дълбоко законспирирани структури; дългосрочни програми; гръмка революционна фразеология; обекти на техните терористични актове са ръководния политически елит, военни и др. Най-характерни лявоекстремистки терористични организации са RAF (фракции на Червената армия) - Германия (действаща до 1992 г.), BR (Червени бригади), - Италия, AD (Пряко действие) - Франция, Революционни ядра - Германия, 17 ноември - Гърция, Сияйна зора и Тупак Амару - Перу. Към момента в Германия опасна лявоекстремистка терористична организация е „Антиимпериалистическо ядро за съпротива на името на Надя Шебадах“, осъществила няколко взривявания на щаб-квартири на политически партии. Съществува тенденция за интернационализиране и преминаване в стадий на партизанска война (Латинска Америка). Левият тероризъм се активизира при изостряне на вътрешни кризи.